# Yolande Gilot
Pour les articles homonymes, voir Gilot.
Yolande Gilot (parfois appelée Yolanda Jilot) est une actrice et un ancien mannequin belge et allemand, née à Bruxelles et dont l'essentiel de la carrière artistique s'est déroulé durant les années 1980.

## Biographie
Mannequin vedette de l'agence Elite Model Management, elle apparaît dans de nombreuses publicités, notamment pour L'Oréal, et fait la couverture de magazines féminins comme Elle, Vogue et Cosmopolitan.
Au cinéma, sa beauté est mise à profit de ses rôles, en particulier dans les films Le Cadeau (1982) où elle interprète une call-girl amie de Clio Goldsmith, Profs (1985) où elle joue le rôle d'un professeur séduisant Patrick Bruel puis Laurent Gamelon, et Le Solitaire (1987) face à Jean-Paul Belmondo où elle campe le rôle de la complice et compagne de l'ennemi public n°1.
Parmi ses autres films notables figurent Le Mariage du siècle (1985), Kamikaze (1986), La Rumba (1987) ou Mes meilleurs copains (1989).
Polyglotte — français, anglais, allemand, néerlandais, ainsi que des connaissances en italien et en espagnol —, elle poursuit sa carrière dans de nombreuses productions allemandes et anglo-saxonnes.
Après l'Allemagne, Yolande Gilot s'installe aux États-Unis où elle termine sa carrière de comédienne. Sa dernière apparition a lieu en 2001 pour un court-métrage intitulé Interlude.
Depuis, elle est interprète, assistante personnelle et guide à Los Angeles.

## Filmographie

### Cinéma
- 1982 : Le Cadeau : Jennifer
- 1985 : Tränen in Florenz : Annabel
- 1985 : Profs : Julie
- 1985 : Le Mariage du siècle : Lucile
- 1986 : Die zwei Gesichter des Januar : Colette McFarland
- 1986 : Kamikaze : la speakerine du ciné-club
- 1987  : La Rumba : Margot
- 1987 : Le Solitaire : Sandra
- 1988 : A.D.A.M. : Vera Zechlin
- 1989 : Mes meilleurs copains : Carole
- 1992 : Waxwork 2 : Perdus dans le temps (Waxwork II: Lost in Time) : la prostituée
- 1993 : Warlock: The Armageddon : la narratrice
- 2001 : Interlude (court-métrage) : la femme

### Télévision
- 1982 : De bien étranges affaires : Chair 21
- 1984 : Un cas pour deux : Claudine
- 1984 : Allô Béatrice : Olga
- 1986 : Tatort : Veronique
- 1987 : Das Erbe der Guldenburgs (de) : Isabelle d'Astigny
- 1988 : Les Cinq Dernières Minutes : Laura, Christelle (épisode Un modèle du genre)
- 1988 : Les Otages de la terreur
- 1989 : Das Nest : Marion
- 1989 : Peter Strohm : Sylvie
- 1989 : Meurtre à Central Park : la journaliste étrangère
- 1990 : Diving In : Amanda Lansky
- 1992 : La Voix du silence (épisode Sens interdit)
- 1993 : J. F. K. : Le Destin en marche : Inga Arvad

### Jeux vidéo
- 1994 : Wing Commander III : Cœur de tigre : Col. Jeanette « Angel » Devereaux